# Pigna (rione di Roma)
Pigna è il nono rione di Roma, indicato con R. IX.
Prende il nome da una statua bronzea raffigurante una grossa pigna, originariamente posta presso le Terme di Agrippa.

## Geografia fisica
Il rione si trova all'interno delle Mura aureliane, nella zona di Roma anticamente denominata Campus Martius nella VII regio augustea. Ha forma pressoché quadrata. È delimitata dal Pantheon, largo di Torre Argentina, via delle Botteghe Oscure e piazza Venezia.

### Territorio
Il rione confina con:
- Colonna: via del Seminario, piazza Sant'Ignazio, via del Caravita
- Trevi: via del Corso e piazza San Marcello, piazza Venezia
- Campitelli: via San Marco
- Sant'Angelo: via delle Botteghe Oscure, via Florida
- Sant'Eustachio: via della Torre Argentina, piazza Santa Chiara, via della Rotonda, piazza della Rotonda

## Storia

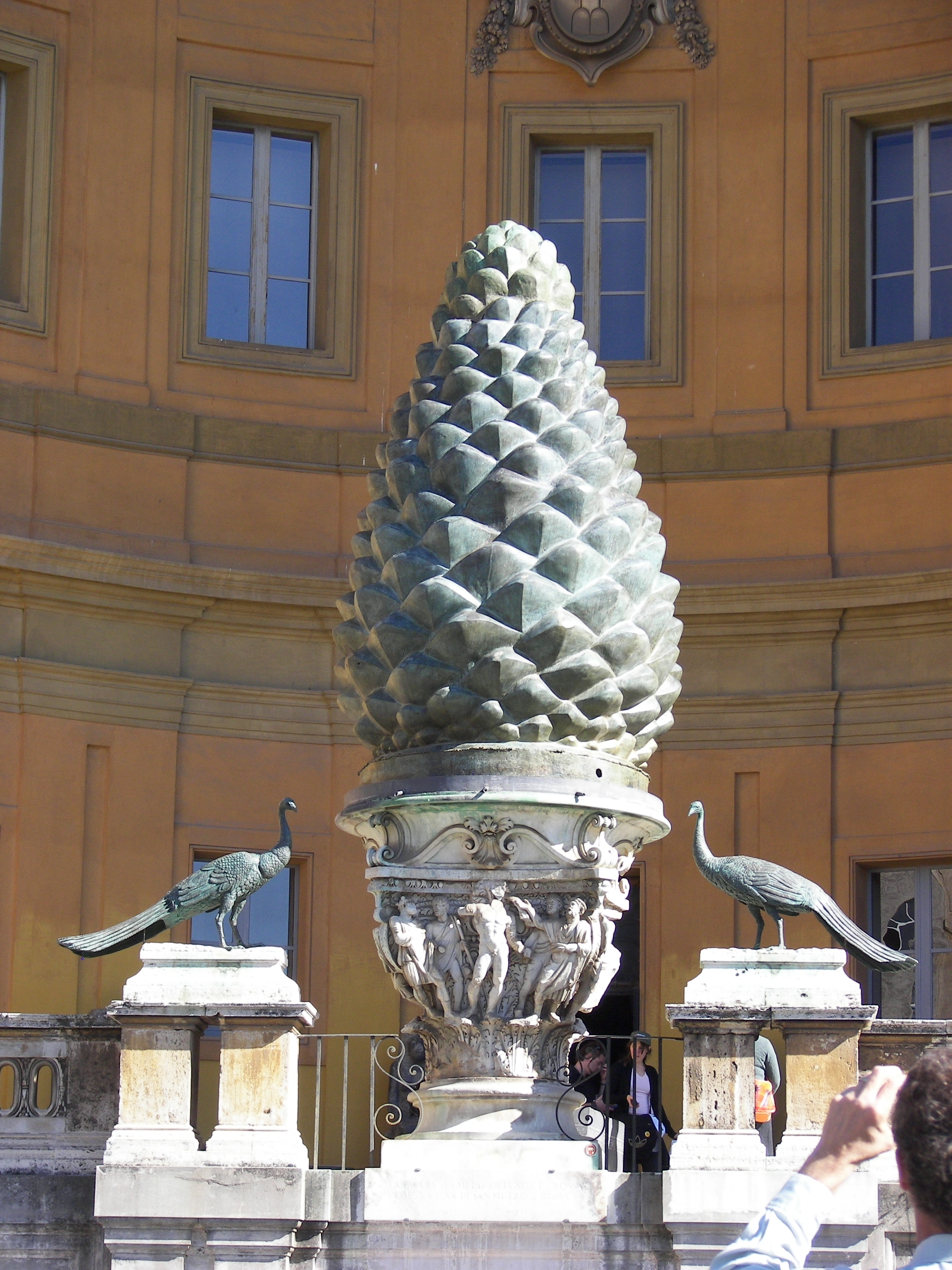
La Pigna romana, nell'omonimo cortile del Vaticano

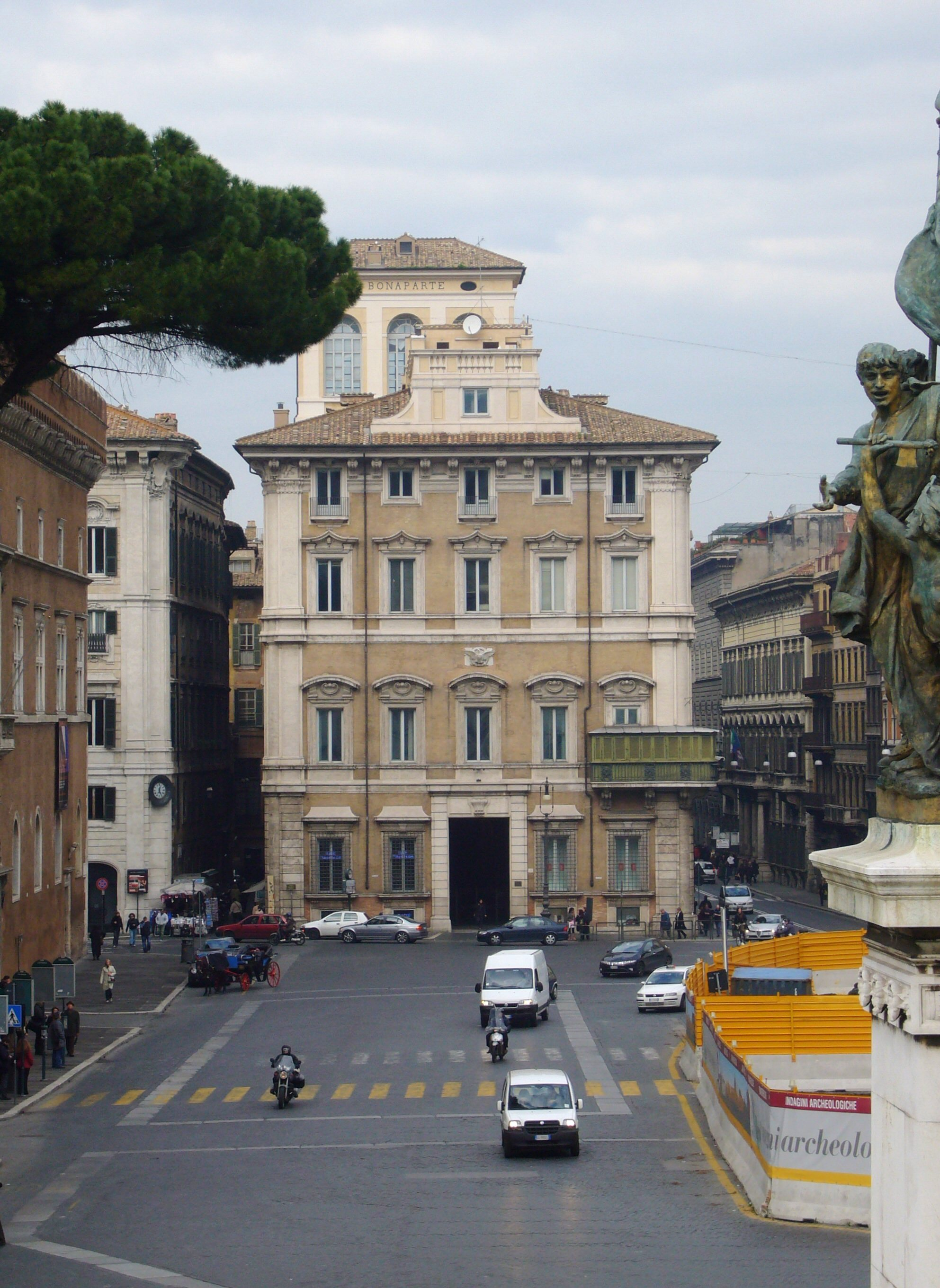
Palazzo Bonaparte in Piazza Venezia

La pigna latina del toponimo fu in seguito spostata durante l'alto medioevo in Vaticano (ove oggi si trova nel Cortile della Pigna), e ad essa Dante fa riferimento nella Divina Commedia parlando di Nembrotte nel XXXI canto dell'Inferno:
(Divina Commedia, Inferno XXXI, vv. 58-59)
Il rione era del resto denominato "della Pigna e di San Marco" già nel XIII secolo. Oggi, a risarcimento della perdita della pigna maggiore, una piccola fontana a forma di pigna in travertino si trova davanti alla Basilica di S. Marco. Fu lì eretta dal Comune di Roma, con l'intento di ripristinare il simbolo del Rione, costituita da un semplice ed elegante stelo, al centro di un piccolo bacino, sul quale due corolle di tulipani stilizzati sostengono una pigna. L'acqua fuoriesce da due cannelle laterali e si raccoglie nelle vaschette a fior di terra protette da quattro colonnine. La fontana fu voluta dal Comune di Roma, che volle ripristinare nella città vecchi simboli: è opera di Pietro Lombardi.

### Stemma
Pigna d'oro in campo rosso.

## Monumenti e luoghi d'interesse

### Architetture civili
- Collegio Romano, su via del Collegio Romano.
- Palazzo Altieri, su piazza del Gesù.
- Palazzo Besso, su largo di Torre Argentina.
- Palazzo Bonaparte, su piazza Venezia.
- Palazzo Cenci-Bolognetti, su piazza del Gesù
- Palazzo De Carolis, su via del Corso.
- Palazzo Doria-Pamphili, tra via del Corso, piazza del Collegio Romano, via della Gatta, via del Plebiscito e vicolo Doria.
- Palazzo Ginnasi, su largo S. Lucia Filippini.
- Palazzo Grazioli, su via del Plebiscito.
- Palazzo Maffei Marescotti, su via dei Cestari.
- Palazzo San Macuto, su piazza di S. Macuto.
- Palazzo Venezia, su piazza Venezia e via del Plebiscito.
- Palazzo Verospi Vitelleschi, su via del Corso.

### Architetture religiose

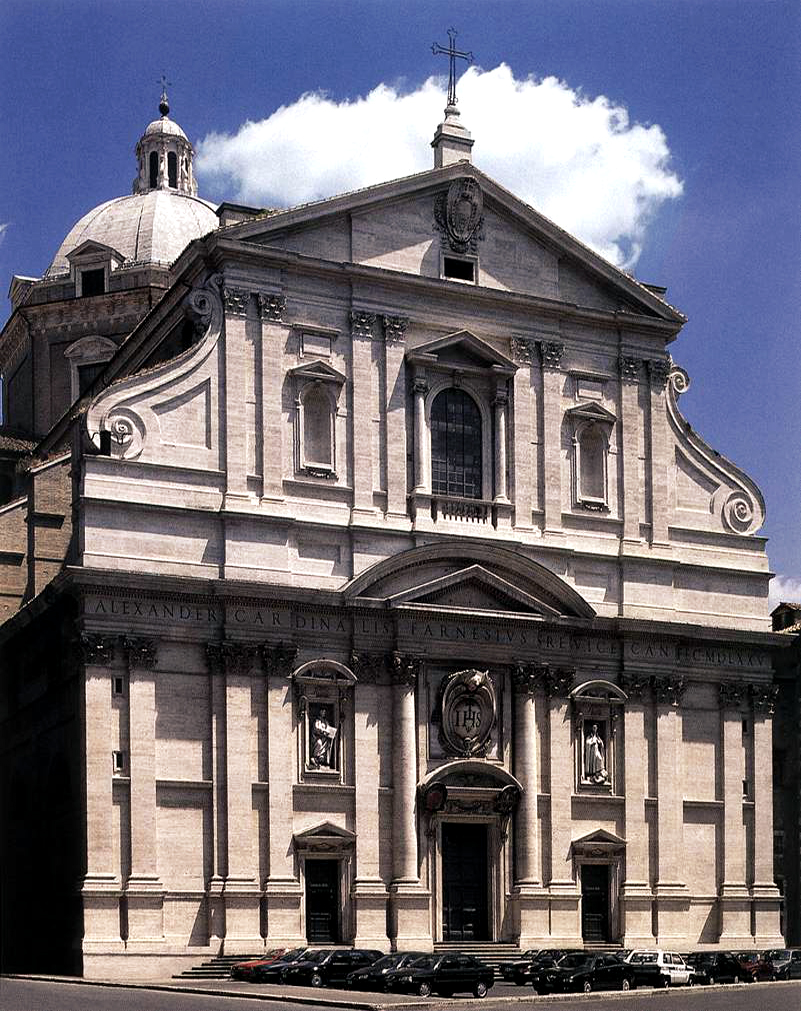
La chiesa del Gesù

- Pantheon (Santa Maria ad Martyres), su piazza della Rotonda.
- Chiesa del Gesù, su piazza del Gesù.
- Chiesa di Sant'Ignazio di Loyola in Campo Marzio, su via del Caravita.
- Basilica di San Marco Evangelista al Campidoglio, su piazza Venezia.
- Chiesa di Santo Stefano del Cacco, sulla via omonima.
- Chiesa di Santa Chiara, sulla piazza omonima.
- Chiesa di San Giovanni della Pigna, su piazza della Pigna.
- Basilica di Santa Maria in Via Lata, su via del Corso.
- Basilica di Santa Maria sopra Minerva, su piazza della Minerva.
- Chiesa delle Santissime Stimmate di San Francesco, su via dei Cestari.
- Oratorio di San Francesco Saverio, su via del Caravita.

Sconsacrate
- Santa Marta al Collegio Romano, su piazza del Collegio Romano.

Scomparse
- Santa Maria della Strada, demolita intorno al 1570, era situata nell'odierna piazza del Gesù.
- Santa Lucia alle Botteghe Oscure, demolita negli anni 1938-1941, era situata in via dell'Arco dei Ginnasi.
- San Nicola dei Cesarini, demolita negli anni 1926-1929, era situata nella piazzetta omonima.

### Siti archeologici
- Arco di Claudio
- Basilica di Nettuno
- Portico degli Argonauti
- Porticus Divorum
- Saepta Iulia
- Tempio di Iside al Campo Marzio
- Terme di Agrippa

### Altro

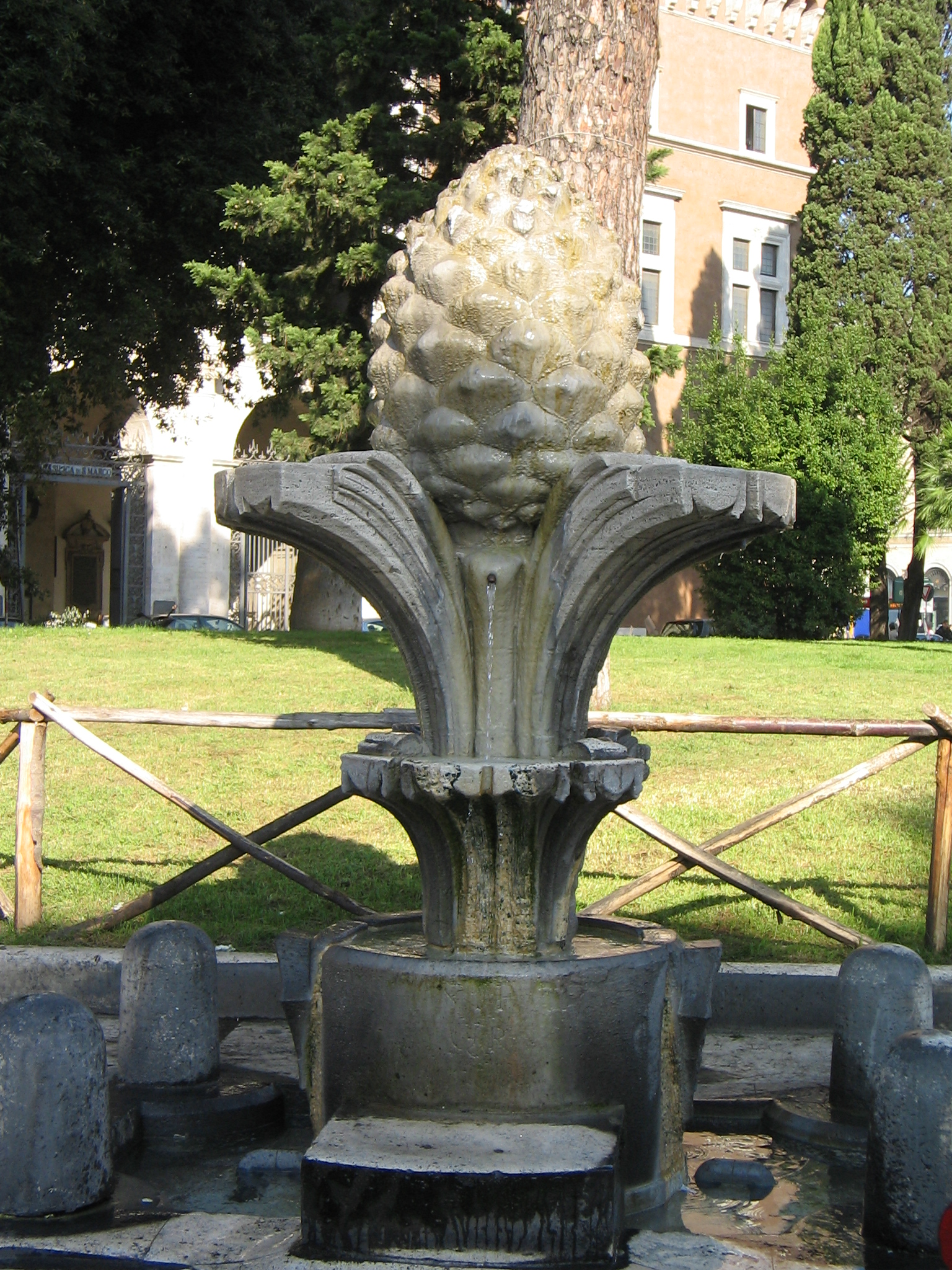
La fontana della Pigna

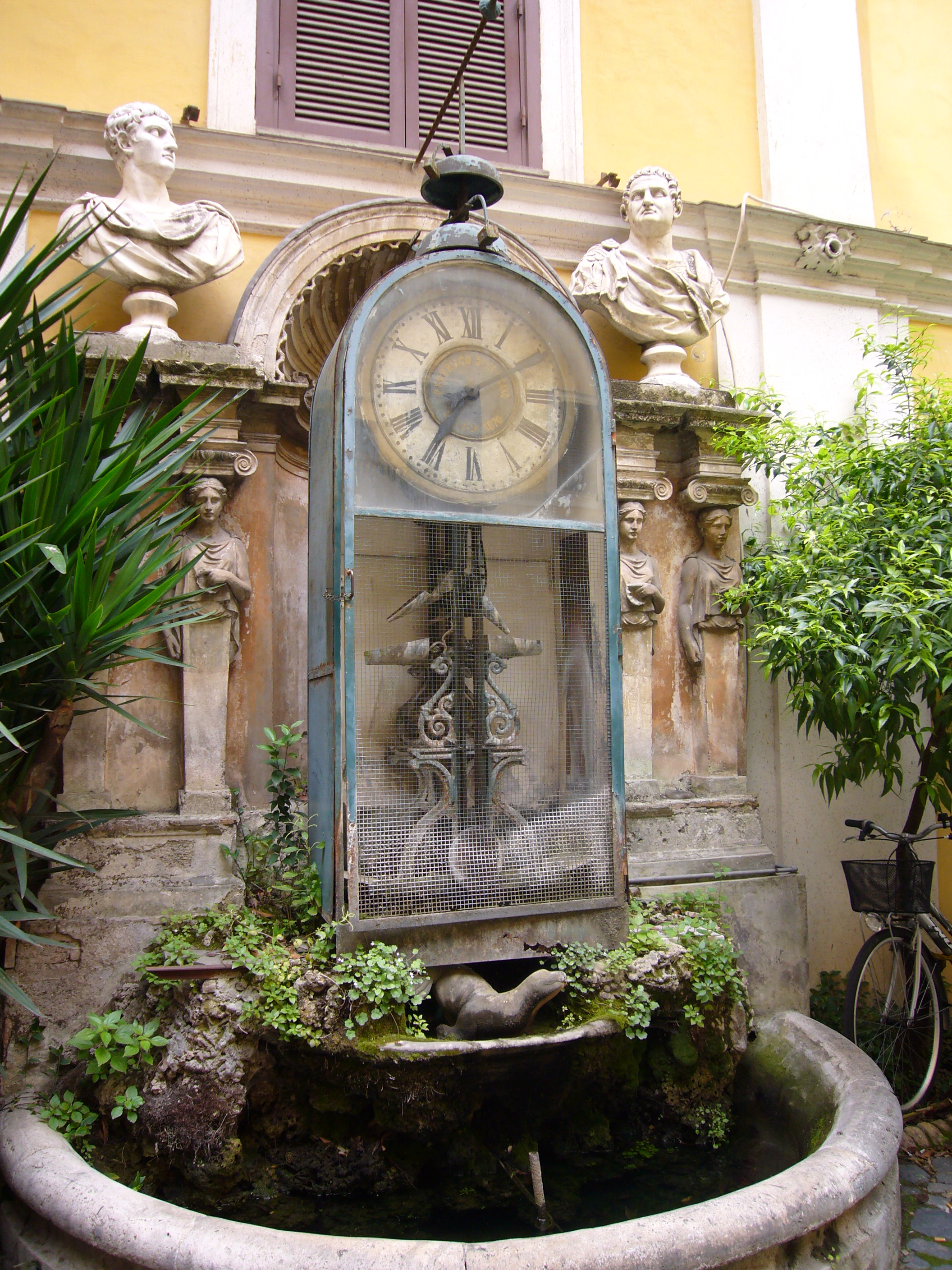
L'Idrocronometro di Palazzo Berardi a via del Gesù

- Pulcin della Minerva
- Fontana della Pigna
- Pie' di marmo
- Orologio in via del Gesù
- Galleria Doria Pamphilj

## Musei
- Museo nazionale del Palazzo di Venezia

## Geografia antropica

### Piazze
- Piazza Venezia
- Piazza Sant'Ignazio
- Largo di Torre Argentina
- Piazza della Minerva
- Piazza del Gesù
- Piazza della Rotonda
- Largo Arenula
- Piazza del Collegio Romano
- Piazza Grazioli
- Largo de' Ginnasi
- Piazza della Pigna
- Piazza di Santa Chiara
- Largo di Santa Lucia
- Piazza di San Macuto
- Piazza di San Marcello
- Piazza di San Marco
- Largo della Stimmate

## Strade
- Via del Corso
- Via delle Botteghe Oscure
- Corso Vittorio Emanuele II
- Via d'Aracoeli
- Via dell'Arco della Ciambella
- Via dell'Arco de' Ginnasi
- Via degli Astalli
- Via del Beato Angelico
- Via del Caravita
- Via Celsa
- Via dei Cestari
- Vicolo delle Ceste
- Via del Collegio Romano
- Vicolo Doria
- Via Florida
- Via della Gatta
- Via del Gesù
- Via Lata
- Via della Minerva
- Vicolo della Minerva
- Via della Palombella
- Via del Pie' di Marmo
- Via della Pigna
- Via del Plebiscito
- Via della Rotonda
- Via di S. Caterina da Siena
- Via di S. Chiara
- Via di S. Ignazio
- Via di S. Marco
- Via di S. Nicola de' Cesarini
- Via di S. Stefano del Cacco
- Via del Seminario
- Via A. Specchi
- Via di Torre Argentina